# 오우치 히로유키
오우치 히로유키(일본어: 大内広之 おおうち ひろゆき[*], 생년 미상 ~ 쇼헤이 7년/간노 3년 3월 6일(1352년 4월 20일))는 일본 가마쿠라 시대(鎌倉時代) 후기부터 난보쿠초 시대(南北朝時代)에 걸쳐 활약했던 스오국(周防国)의 무장이다. 오우치씨 제8대 당주이기도 하다.

## 생애
겐오(元応) 2년(1320년) 아버지의 죽음으로 가독을 이어받았다.
겐코(元弘) 원년(1332년) 겐코의 난(元弘の乱)에서 호조 다카토키(北条高時)의 명을 가지고 고도 다케자네(厚東武実)、구마가이 나오쓰네(熊谷直経) 등 사이고쿠(西国) 세력들과 함께 상경하였다.
겐코 3년/쇼쿄(正慶) 2년(1333년) 2월 이후 시코쿠(四国)에서 반(反)막부 세력이 봉기하고, 나가토 단다이(長門探題) 호조 도키타다(北条時直)와 행동을 함께 하였으며, 난의 진압에 공헌하였다. 이 일로 모리히로는 겐무 정권(建武政権)에서 소외되었고 숙부인 와시즈 나가히로(鷲頭長弘)가 스오 슈고직에 임명되었다. 스오 슈고가 된 나가히로는 오우치 부젠노곤노카미(大内豊前権守)나 오우치 부젠노곤노카미 뉴도(大内豊前権守入道)를 칭하며 오우치씨의 소료(惣領)로써 군림하였다.
겐무(建武) 2년(1335년 12월에 히로유키는 아시카가 다카우지와 접선하고 무가의 편에 서게 된다. 엔겐(延元) 원년(1336년) 2월 와시즈 나가히로의 스오 슈고다이의 직을 임명한다는 명령이 조정에서 나오게 되었다. 그러나 동생인 하타노 히로타다(波野弘直)는 고토바 천황측에 가담하였다. 간토로 출정한 닛타 요시사다(新田義貞)의 지휘 아래 들어 가, 무가측과 싸웠다. 히로타다는 훗날 귀국하였으나 다카우지의 규슈 낙향 무렵에 병사를 일으켜 고코쿠(興国) 2년/랴쿠오(暦応) 4년(1336년) 7월 7일 이와미국 마스다에서 싸우다 죽었다.
무로마치 막부 성립 뒤에는 나가히로도 다카우지 편을 들어 아군에 섰고, 한편으로 스오 슈고직은 그대로 지니고 있었다. 와시즈씨와 오우치씨의 대립이 지속되고 랴쿠오 4년(1341년) 4월 15일 나가히로측의 방화에 의해、오우치의 우지데라(氏寺)였던 히카미산 흥륭사(氷上山興隆寺)가 화재로 소실되고 그 대립은 갈수록 심각해졌다. 쇼헤이 5년/간노(観応) 원년(1350년) 히로유키의 아들인 히로요(弘世)가 함께 나가히로 정벌을 따랐으며 동대사 소유의 요시키군(吉敷郡)의 후시노장(椹野庄)에도 난입해 남조에 따르겠다는 의지를 보였다. 이듬해 7월에 남조에 귀순해 아들 히로요가 남조에서 스오 슈고다이로 임명되었다.
나가히로 정벌에서 성공을 거두지 못한 채 쇼헤이 7년/간노 3년 3월 6일(1352년 4월 20일), 오우치 요시오키는 사망하였다.、

### 설명주
1. 1 2 3 4 5 6 7 8  御薗生翁甫 1980, p. 17.
2. 1 2 3  『仁平寺本堂供養日記』
3. 1 2   『大内系図』、妙厳
4. ↑  『太平記』巻六「関東大勢上洛事
5. ↑  『梅松論』
6. ↑  『長防風土記』
7. ↑  『大内家壁書』
8. ↑  『系図纂要』
9. ↑  『常陸牛久山口家譜』
10. ↑  『氷上興隆寺本堂供養日記』

| 전임 오우치 시게히로 | 제8대 스오 오우치씨 당주 1320년 ~ 1352년 | 후임 오우치 히로요 |